# Muc'Aquil
Muc'Aquil är en ort i Mexiko.   Den ligger i kommunen Chilón och delstaten Chiapas, i den sydöstra delen av landet, 800 km öster om huvudstaden Mexico City. Muc'Aquil ligger 853 meter över havet och antalet invånare är 177.
Terrängen runt Muc'Aquil är huvudsakligen kuperad, men västerut är den bergig. Runt Muc'Aquil är det ganska tätbefolkat, med 54 invånare per kvadratkilometer. Närmaste större samhälle är Centro Chich, 2,9 km väster om Muc'Aquil. I omgivningarna runt Muc'Aquil växer i huvudsak städsegrön lövskog.